# Tàngara blanc-i-negra
La tàngara blanc-i-negra (Conothraupis speculigera) és un ocell de la família dels tràupids (Thraupidae).

## Hàbitat i distribució
Habita els matolls del sotabosc i vegetació secundària de les terres baixes al centre i sud de l'Equador, nord i est del Perú, nord de Bolívia i oest del Brasil.